# 長崎県道122号七釜西彼線
長崎県道122号七釜西彼線（ながさきけんどう122ごう ななつがはませいひせん）は、長崎県西海市を通る一般県道である。

## 概要
西海市西海町七釜郷から西海市西彼町平山郷に至る。
県道番号は若いが、西海町道・西彼町道から県道に昇格したのは1990年代と新しい。しかし、抜本的な整備には着手されておらず、起点の七釜口や中間部の白岳地区を除くと険しい道が延々と続いている。

### 路線データ
- 起点：西海市西海町七釜郷（国道202号交点）
- 終点：西海市西彼町平山郷（長崎県道12号大瀬戸西彼線交点）
- 総延長：10.2 km

## 路線状況

### 重複区間
- 長崎県道205号日ノ坂瀬川港線（西海市西海町中浦南郷）

## 地理

### 通過する自治体
- 西海市

### 交差する道路
| 交差する道路                             | 交差する場所   | 交差する場所 |
| ---------------------------------------- | -------------- | ------------ |
| 国道202号                                | 西海町七釜郷   | 起点         |
| 長崎県道205号日ノ坂瀬川港線 重複区間起点 | 西海町中浦南郷 |              |
| 長崎県道205号日ノ坂瀬川港線 重複区間終点 | 西海町中浦南郷 |              |
| 長崎県道12号大瀬戸西彼線                 | 西彼町平山郷   | 終点         |

### 沿線
- 西海楽園